# Francesco Romagnoli
Francesco Romagnoli (* 22. Dezember 1785 in Alessandria; † 17. März 1839 in Stabio) war ein italienischer Rechtsanwalt, Politiker und Unternehmer.

## Leben
Der Jurist Francesco, der nach den piemontesischen Aufständen von 1821 ins Exil ging, lebte zwischen dem Kanton Tessin (insbesondere in Lugano) und der Misox. Seit 1825 als Sekretär (später Aktionär) bei der Tipografia Ruggia in Lugano tätig, übernahm er 1830 die buchhalterische Verwaltung der Tipografia Elvetica in Capolago und dann den Auftrag für die Tessiner Aufgaben.
Er stand mit vielen Flüchtlingen im Tessin in Verbindung und pflegte auch Kontakte zu den Exilierten in Italienischbünden, darunter zu seinem Bruder Giovanni, der zu lebenslänglichem Zuchthaus verurteilt und wie Francesco mehrmals von Auslieferungsbegehren bedroht war. Giovanni lebte von 1821 bis 1834 als Vieh- und Weinhändler in Roveredo GR im Exil und erhielt 1827 die Postverbindung über den San Bernardino GR in Pacht.
Francesco wohnte in Stabio, wo er auch verstarb.